# Цгачас-Нек
Цгачаснек (сесото Qacha’s Nek) — город, административный центр района Цгачас-Нек в Лесото. Население — около 8 тысяч человек. В городке находится единственный госпиталь района.

## Население

### Религия
Город является центром католической епархии Цгачас-Нека.